# Benefit Cosmetics
Ne pas confondre avec l'album musical de Jethro Tull Benefit

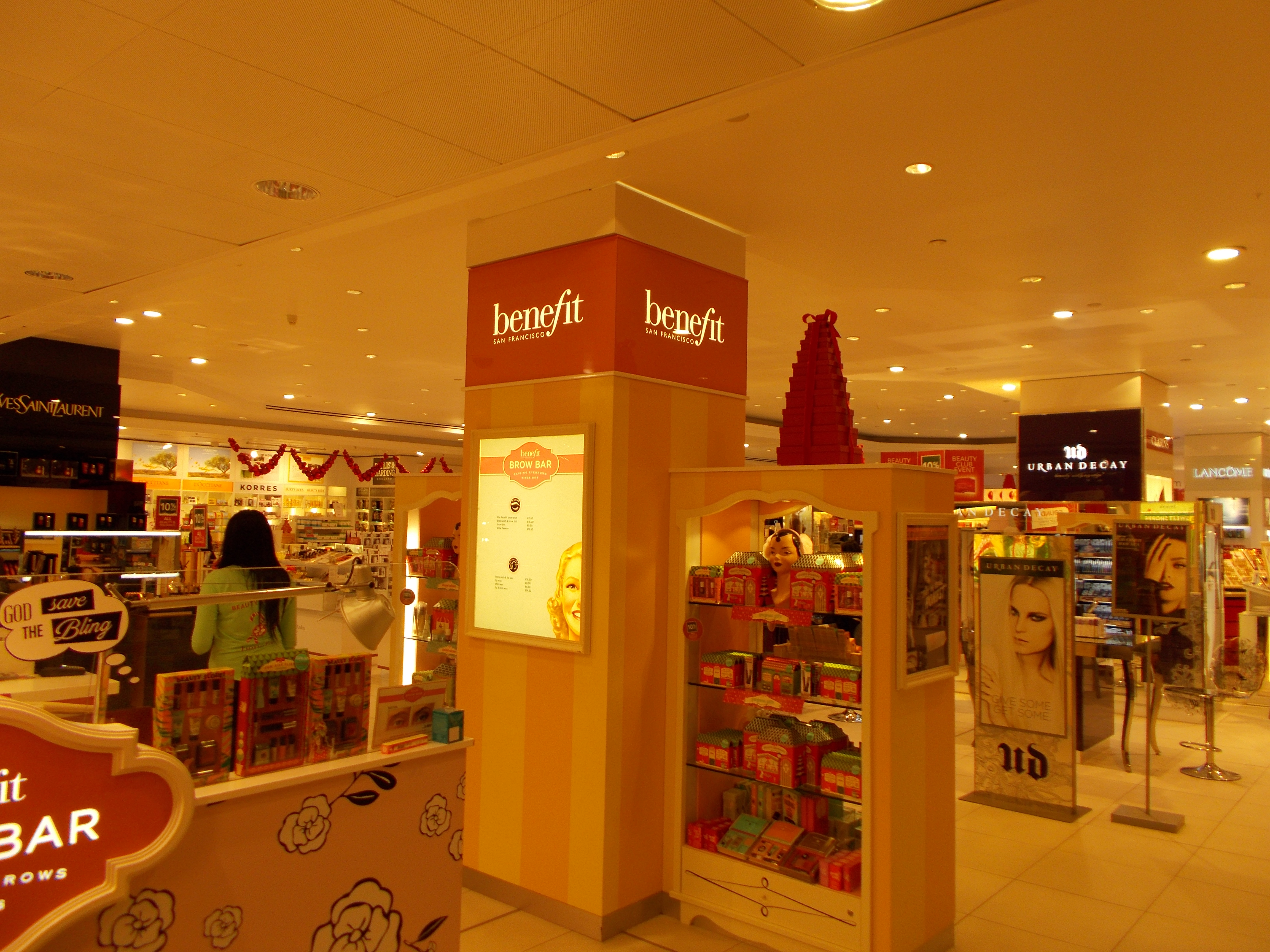
Un comptoir Benefit à Londres.

BeneFit Cosmetics LLC, ou plus communément appelé Benefit, est une entreprise de cosmétique et maquillage d'origine américaine (San Francisco), appartenant de nos jours au département « Parfums et cosmétiques » du groupe LVMH - Moët Hennessy Louis Vuitton.

## Historique

### The Face Place
En 1976, deux anciens mannequins jumelles Jean l'ainée et sa sœur Jane Ford, diplômées de gestion et commerce et d’art en quittant l'université, fondent leur première boutique de maquillage rapide à poser, sous l'enseigne The Face Place. Elles s'installent à San Francisco dans le quartier branché de Mission. Elles vendent Rose tint, renommé bien plus tard Benetint, un produit servant à l'origine à teinter le bout des seins en rose et qui va devenir « culte » ainsi que l'une des meilleures ventes, de la marque avec également le baume qu'est Dr Feelgood.
Après un départ vivotant, la marque se fait rapidement connaitre pour ses produits, mais également pour ses emballages colorés avec leurs noms décalés. Le principe « de l'humour et du glamour », caractéristique du positionnement marketing de la marque, entrainant un packaging aux dessins rétros, des boutiques kitsch aux murs roses et une image décalée, inspirée des années 1950.
En 1989, l'entreprise sort son premier catalogue.

### Les événements phares de la marque
En 1990, l'entreprise The Face Place, change son nom pour Benefit Cosmetics : composition de « bene », « bien » en italien, et de « fit », « ajustement » en anglais. Le début de l'expansion à l'international démarre sept ans plus tard par l’Angleterre.
Septembre 1999, après plus d'un an de discussions, LVMH réalise une prise de participation majoritaire de la marque, qui réalise alors vingt millions de dollars de chiffre d'affaires ; ce sera vingt-cinq fois plus une quinzaine d'années plus tard, après plus de 10 % de progression par an,. Le siège de Benefit s'installe donc en France, à Boulogne Billancourt. Les deux fondatrices conservent une participation minoritaire ainsi que la direction de la marque. Les filles de Jean la fondatrice, Maggie et Annie Ford Danielson, assurent la promotion publique de la marque. BeneFit Cosmetics vient alors compléter les récents achats du groupe français dans le domaine de la cosmétique.
La marque est présente dans une trentaine de pays et réalise plus d'une centaine de millions de dollars de chiffre d'affaires en 2005. Mais la marque est surtout présente aux États-Unis dans 1 800 « bars à sourcils » lancés en 2007, 4 500 dans le monde, faisant d'elle le premier employeur d'esthéticiennes. À 2015, BeneFit possède 75 boutiques dans le monde mais est commercialisé dans 4 000 points de vente dont certains sont en libre service aux États-Unis. Elle réalise un tiers de son chiffre d'affaires en Europe et un peu plus encore aux États-Unis ; plus d'un dixième du C.A. est fait par les ventes sur internet, méthode de vente encore peu développée par rapport à ses concurrents. Avec cette croissante exponentielle, Benefit réalise 1,2 milliard de dollars de chiffre en 2017.
En 2012, la marque s'associe à Coca-Cola pour redécorer une série de trois canettes vendues chez colette, et avec l'éditeur de comics Marvel pour une bande-dessinée. La même année, la marque a remporté un record Guiness en effectuant le plus grand nombre d'épilation de sourcils en 8 heures totalisant 382 traitements par une équipe. Ce record a été surpassé en 2017 par une équipe à Melbourne, qui a accompli 435 épilations. 
En janvier 2014, Benefit ouvre sa première boutique à Paris, rue Tiquetonne. Jusque-là, la marque était commercialisée avec succès dans les enseignes Sephora, également propriété du groupe LVMH. 
Les produits phares en 2015 sont le Benetint pour les joues et les lèvres, le Porefessional, une base de teint et le mascara They're real. L'année suivante, Benefit commercialise la « Brown Collection », des produits à sourcils rencontrant un succès mondial. La gamme est composée presque exclusivement de maquillage.
En 2022, la marque a annoncé sa collaboration avec Marks and Spencer. Cet partenariat permet à Benefit de proposer ses produits cosmétiques en ligne sur M&S.com et en magasin dans 5 emplacements dont Camberley, Cheshire Oaks, Handforth Dean, Hedge End et Lisburn.
En 2023, Benefit cosmetics explore le domaine des soins de la peau avec le lancement de 6 produits qui effacent les pores. 